# Droga sądowa
Droga sądowa – jedna z pozytywnych przesłanek procesowych (czyli okoliczności umożliwiających rozpoznanie sprawy przez sąd) w postępowaniu cywilnym. Jej istotą jest właściwość sądu do rozpoznania danego rodzaju spraw, wynikająca z przepisów o postępowaniu cywilnym. 
Co do zasady droga sądowa przysługuje we wszystkich sprawach cywilnych – tak stanowi art. 2 § 1 Kodeksu postępowania cywilnego. Niedopuszczalność drogi sądowej zachodzi tylko wyjątkowo – gdy przewidują to wyraźnie przepisy szczególne (art. 2 § 3 tego Kodeksu). Najszerszy krąg tych wyjątków zakreślają przepisy regulujące roszczenia o charakterze cywilnoprawnym związane ze służbą w formacjach mundurowych – Policji, Służbie Więziennej, Straży Granicznej itp. oraz związane z nieruchomościami należącymi do państwowych jednostek organizacyjnych. 
Niedopuszczalność drogi sądowej może być czasowa lub trwała. Czasowa niedopuszczalność drogi sądowej ma miejsce, gdy przepis procedury cywilnej wymaga, by przed wszczęciem postępowania przed sądem została wyczerpana droga innej procedury. Czasowa niedopuszczalność drogi sądowej występuje w sprawach o rozgraniczenie nieruchomości, które przed fazą sądową muszą przejść fazę administracyjną, w sprawach o uchylenie uchwały organu spółdzielni, które muszą przejść fazę odwoławczego postępowania wewnątrzspółdzielczego i w sprawach z zakresu prawa przewozowego, które muszą wyczerpać drogę reklamacji. Natomiast trwała niedopuszczalność drogi sądowej oznacza, że sprawa danego rodzaju w ogóle nie może być rozpoznana przez sąd. 
Pozew lub wniosek wszczynający postępowanie w sprawie, dla której droga sądowa jest niedopuszczalna, nie może zostać rozpoznany przez sąd, wobec czego podlega odrzuceniu (art. 199 § 1 pkt 1 Kodeksu postępowania cywilnego). Jeżeli sąd omyłkowo rozpozna taką sprawę, to postępowanie takie jest dotknięte nieważnością (art. 379 pkt 1 tego Kodeksu), która w przypadku zaskarżenia orzeczenia kończącego takie postępowanie bezwarunkowo spowoduje jego uchylenie (art. 378 § 1 tego Kodeksu). Jednak orzeczenie zapadłe w postępowaniu dotkniętym nieważnością nie jest samo z siebie nieważne – przeciwnie, wywiera skutki prawne i podlega wykonaniu tak samo, jak każde inne orzeczenie.
Jeżeli do rozpoznania sprawy właściwy jest inny organ, sąd nie odrzuci takiego pozwu, lecz przekaże go właściwemu organowi. Jeśli organ ten uznał się wcześniej za niewłaściwy, sąd rozpozna sprawę (art. 464 § 1 Kodeksu postępowania cywilnego).